# ویلیام ادوارد فیپز
ویلیام ادوارد فیپز (انگلیسی: William Edward Phipps؛ ۴ فوریهٔ ۱۹۲۲ – ۱ ژوئن ۲۰۱۸) هنرپیشه، صداپیشه و تهیه‌کننده فیلم اهل ایالات متحده آمریکا بود.
از فیلم‌ها یا برنامه‌های تلویزیونی که وی در آن نقش داشته‌است می‌توان به خانواده والتون، دالاس، آتش متقاطع، ژولیوس سزار، جنگ دنیاها، نشان سرخ دلیری، شور زندگی، بلو گاردنیا، به سوی خانه و پنج اشاره کرد.